# Komuna e Hotolishtit
Komuna e Hotolishtit är en kommun i Albanien.   Den ligger i prefekturen Qarku i Elbasanit, i den centrala delen av landet, 60 km öster om huvudstaden Tirana.
Omgivningarna runt Komuna e Hotolishtit är en mosaik av jordbruksmark och naturlig växtlighet.  Runt Komuna e Hotolishtit är det ganska tätbefolkat, med 75 invånare per kvadratkilometer.